# Vermillion (Dakota del Sud)
Vermillion és una població dels Estats Units a l'estat de Dakota del Sud. Segons el cens del 2000 tenia 9.765 habitants.

## Demografia
Segons el cens del 2000, Vermillion tenia 9.765 habitants, 3.647 habitatges, i 1.801 famílies. La densitat de població era de 984,4 habitants per km².
Dels 3.647 habitatges en un 25,8% hi vivien nens de menys de 18 anys, en un 37,5% hi vivien parelles casades, en un 9,2% dones solteres, i en un 50,6% no eren unitats familiars. En el 34,1% dels habitatges hi vivien persones soles el 7,8% de les quals corresponia a persones de 65 anys o més que vivien soles. El nombre mitjà de persones vivint en cada habitatge era de 2,24 i el nombre mitjà de persones que vivien en cada família era de 2,9.
Per edats la població es repartia de la següent manera: un 17,5% tenia menys de 18 anys, un 36,2% entre 18 i 24, un 24,5% entre 25 i 44, un 13,4% de 45 a 60 i un 8,4% 65 anys o més.
L'edat mediana era de 24 anys. Per cada 100 dones de 18 o més anys hi havia 89,9 homes.
La renda mediana per habitatge era de 24.095 $ i la renda mediana per família de 40.109 $. Els homes tenien una renda mediana de 28.180 $ mentre que les dones 20.975 $. La renda per capita de la població era de 13.909 $. Entorn del 16,2% de les famílies i el 26,2% de la població estaven per davall del llindar de pobresa.

## Poblacions més properes
El següent diagrama mostra les poblacions més properes.